# Dzwon Islandii
Dzwon Islandii (isl. Íslandsklukkan) – historyczna trylogia powieściowa autorstwa islandzkiego laureata Nagrody Nobla Halldóra Laxnessa.
Akcja utworu rozgrywa się w XVII/XVIII wieku. W skład trylogii wchodzą następujące części:
- Dzwon Islandii (Íslandsklukkan 1943)
- Jasna dziewczyna (Hið ljósa man 1944)
- Pożar Kopenhagi (Eldur í Kaupinhafn 1946)

## Przegląd treści
Bohaterem pierwszej części jest Jón Hreggviðsson, chłop oskarżony o morderstwo królewskiego kata. W przeddzień egzekucji uwalnia go Snæfríður Íslandssól, córka miejscowego dostojnika. Po wielu perypetiach dociera do Kopenhagi, do domu Arnasa Arnæusa, badacza średniowiecznej literatury islandzkiej (postać wzorowana na Árnim Magnússonie) i dzięki jego wstawiennictwu może wrócić na Islandię.
Akcja części drugiej rozgrywa się kilkanaście lat później. Główną postacią jest Snæfríður, obecnie żona Magnusa, gruboskórnego gospodarza o szlacheckim rodowodzie. Na wyspę wraca Arnæus (niegdyś jej kochanek), tym razem nie w roli zbieracza sag, a specjalnego wysłannika duńskiego króla, mającego zbadać wszystkie nieprawidłowości. Sprawa Hreggviðssona ponownie zostanie rozpatrzona – wśród skazanych dostojników znajdzie się ojciec Snæfríður.
W ostatnim tomie na pierwszy plan wysuwa się Arnas Arnæus, przebywający w stolicy Danii. Traci on wpływy na dworze i popada w niełaskę nowego monarchy. Traci także zainteresowanie dla swoich zbiorów. W pożarze miasta ich część spłonie. Pozostałe wątki trylogii także zostaną zamknięte – po śmierci Magnusa Snæfríður wyjdzie za długoletniego wielbiciela, a Jón Hreggviðsson zostanie uniewinniony.